# ألعاب مكابيه 1965

شعار ألعاب مكابيه 1965.

ألعاب مكابيه 1965 هي النسخة السابعة من ألعاب مكابيه ولقد عقدت في عام 1965 في رامات غان، إسرائيل وشارك 1200 رياضي من 25 دولة مختلفة وتنافسوا في 21 رياضة. ولقد شاركت 4 دول لأول مره في ألعاب مكابيه وهي إيران، جامايكا، بيرو، وفنزويلا.

## الدول التي شاركت
| - الأرجنتين - أستراليا - النمسا - بلجيكا - البرازيل - كندا - تشيلي | - الدنمارك - فنلندا - فرنسا - الهند - إيران - أيرلندا | - إسرائيل - إيطاليا - جامايكا - المكسيك - هولندا - بيرو - روديسيا - جنوب أفريقيا | - السويد - سويسرا - تركيا - المملكة المتحدة - الولايات المتحدة - فنزويلا |

## جدول الميداليات
| الترتيب | منتخب            | ذهبية | فضية | برونزية | المجموع |
| ------- | ---------------- | ----- | ---- | ------- | ------- |
| 1       | الولايات المتحدة | 68    | 45   | 33      | 146     |
| 2       | إسرائيل          | 32    | 45   | 30      | 107     |
| 3       | المملكة المتحدة  | 18    | 10   | 18      | 46      |
| 4       | جنوب أفريقيا     | 13    | 11   | 6       | 30      |

## روابط خارجية
- ملخصات للألعاب مكابيه